# Bahnstrecke Weimar–Kranichfeld
| Triebwagen für die Strecke Weimar–Kranichfeld im Bahnhofsbereich von Weimar (2007) |                                                                      |                                                |                                                |
| Streckennummer: | 6711 (Weimar–Weimar Berkaer Bf) 6681 (Weimar Berkaer Bf–Kranichfeld) |                                                |                                                |
| Kursbuchstrecke (DB): | 579                                                                  |                                                |                                                |
| Kursbuchstrecke: | 159p (1934)                                                          |                                                |                                                |
| Streckenlänge: | 25,36 km                                                             |                                                |                                                |
| Spurweite: | 1435 mm (Normalspur)                                                 |                                                |                                                |
| Streckenklasse: | CE (Weimar–Weimar Berkaer Bf) B2 (Weimar Berkaer Bf–Kranichfeld)     |                                                |                                                |
| Streckengeschwindigkeit: | 50 km/h                                                              |                                                |                                                |
| Zugbeeinflussung: | PZB                                                                  |                                                |                                                |
| |                                                                      |                                                |                                                |
| \| \| \| von Rastenberg \| \| \| \| \| von Halle (Saale) Hbf \| \| \| \| 0,262 \| Weimar (früher Weimar Reichsbahn) \| Weimar (früher Weimar Reichsbahn) \| \| \| \| nach Bebra \| \| \| \| 1,258 \| Weimar West \| Weimar West \| \| \| \| \| \| \| \| 2,474 \| Weimar Berkaer Bahnhof \| Weimar Berkaer Bahnhof \| \| \| 3,200 \| Weimar Erfurter Thor \| Weimar Erfurter Thor \| \| \| 6,054 \| Nohra (b Weimar) \| Nohra (b Weimar) \| \| \| 7,730 \| Obergrunstedt \| Obergrunstedt \| \| \| 9,392 \| Holzdorf (b Weimar) \| Holzdorf (b Weimar) \| \| \| 11,628 \| Legefeld \| Legefeld \| \| \| 13,800 \| Hetschburg \| Hetschburg \| \| \| \| Awanst. Zementwerk Bad Berka (elektr. Betrieb) \| \| \| \| 15,330 \| Zementwerk (b Bad Berka) \| Zementwerk (b Bad Berka) \| \| \| 16,732 \| Bad Berka Zeughausplatz \| Bad Berka Zeughausplatz \| \| \| \| \| \| \| \| 17,2630,000 \| Bad Berka (ehem. Keilbahnhof) \| Bad Berka (ehem. Keilbahnhof) \| \| \| 3,220 \| Saalborn \| Saalborn \| \| \| 6,150 \| Blankenhain \| Blankenhain \| \| \| 18,600 \| Martinswerk \| Martinswerk \| \| \| 20,897 \| München (b Bad Berka) \| München (b Bad Berka) \| \| \| 21,913 \| Tannroda \| Tannroda \| \| \| 25,316 \| Kranichfeld \| Kranichfeld \| \| \| \| \| \| \| Quellen: [1] \| \| \| \| |                                                                      |                                                |                                                |
| Strecke (außer Betrieb) |                                                                      | von Rastenberg                                 | von Rastenberg                                 |
| Abzweig ehemals geradeaus und von links |                                                                      | von Halle (Saale) Hbf                          | von Halle (Saale) Hbf                          |
| Bahnhof | 0,262                                                                | Weimar (früher Weimar Reichsbahn)              | Weimar (früher Weimar Reichsbahn)              |
| Abzweig geradeaus und nach rechts |                                                                      | nach Bebra                                     | nach Bebra                                     |
| Haltepunkt / Haltestelle | 1,258                                                                | Weimar West                                    | Weimar West                                    |
| Strecke von links · Abzweig geradeaus und von rechts |                                                                      |                                                |                                                |
| Strecke · Kopfbahnhof Strecke ab hier außer Betrieb | 2,474                                                                | Weimar Berkaer Bahnhof                         | Weimar Berkaer Bahnhof                         |
| Strecke · Kopfbahnhof Streckenende (Strecke außer Betrieb) | 3,200                                                                | Weimar Erfurter Thor                           | Weimar Erfurter Thor                           |
| Haltepunkt / Haltestelle | 6,054                                                                | Nohra (b Weimar)                               | Nohra (b Weimar)                               |
| Haltepunkt / Haltestelle | 7,730                                                                | Obergrunstedt                                  | Obergrunstedt                                  |
| Bahnhof | 9,392                                                                | Holzdorf (b Weimar)                            | Holzdorf (b Weimar)                            |
| Haltepunkt / Haltestelle | 11,628                                                               | Legefeld                                       | Legefeld                                       |
| Haltepunkt / Haltestelle | 13,800                                                               | Hetschburg                                     | Hetschburg                                     |
| Abzweig geradeaus und ehemals von links |                                                                      | Awanst. Zementwerk Bad Berka (elektr. Betrieb) | Awanst. Zementwerk Bad Berka (elektr. Betrieb) |
| ehemaliger Haltepunkt / Haltestelle | 15,330                                                               | Zementwerk (b Bad Berka)                       | Zementwerk (b Bad Berka)                       |
| Haltepunkt / Haltestelle | 16,732                                                               | Bad Berka Zeughausplatz                        | Bad Berka Zeughausplatz                        |
| Abzweig geradeaus und ehemals von links · Strecke von rechts (außer Betrieb) |                                                                      |                                                |                                                |
| Bahnhof · Strecke (außer Betrieb) | 17,2630,000                                                          | Bad Berka (ehem. Keilbahnhof)                  | Bad Berka (ehem. Keilbahnhof)                  |
| Strecke · Haltepunkt / Haltestelle (Strecke außer Betrieb) | 3,220                                                                | Saalborn                                       | Saalborn                                       |
| Strecke · Kopfbahnhof Streckenende (Strecke außer Betrieb) | 6,150                                                                | Blankenhain                                    | Blankenhain                                    |
| ehemaliger Haltepunkt / Haltestelle | 18,600                                                               | Martinswerk                                    | Martinswerk                                    |
| Haltepunkt / Haltestelle | 20,897                                                               | München (b Bad Berka)                          | München (b Bad Berka)                          |
| Haltepunkt / Haltestelle | 21,913                                                               | Tannroda                                       | Tannroda                                       |
| Haltepunkt / Haltestelle Streckenende | 25,316                                                               | Kranichfeld                                    | Kranichfeld                                    |
| |                                                                      |                                                |                                                |
| Quellen: |                                                                      |                                                |                                                |

Die Weimar-Berka-Blankenhainer Eisenbahn (WBBE), kurz Berkaer Bahn, war ursprünglich die Staatsbahn des Großherzogtums Sachsen-Weimar-Eisenach. Sie wurde von der Firma Herrmann Bachstein erbaut und betrieben. Am 1. April 1899 erwarb die Centralverwaltung für Secundairbahnen Herrmann Bachstein auch das Eigentum daran. Im Jahre 1923 kam die Bahn durch die Umstrukturierung des Bachstein-Konzerns zur Thüringischen Eisenbahn-AG.

## Geschichte

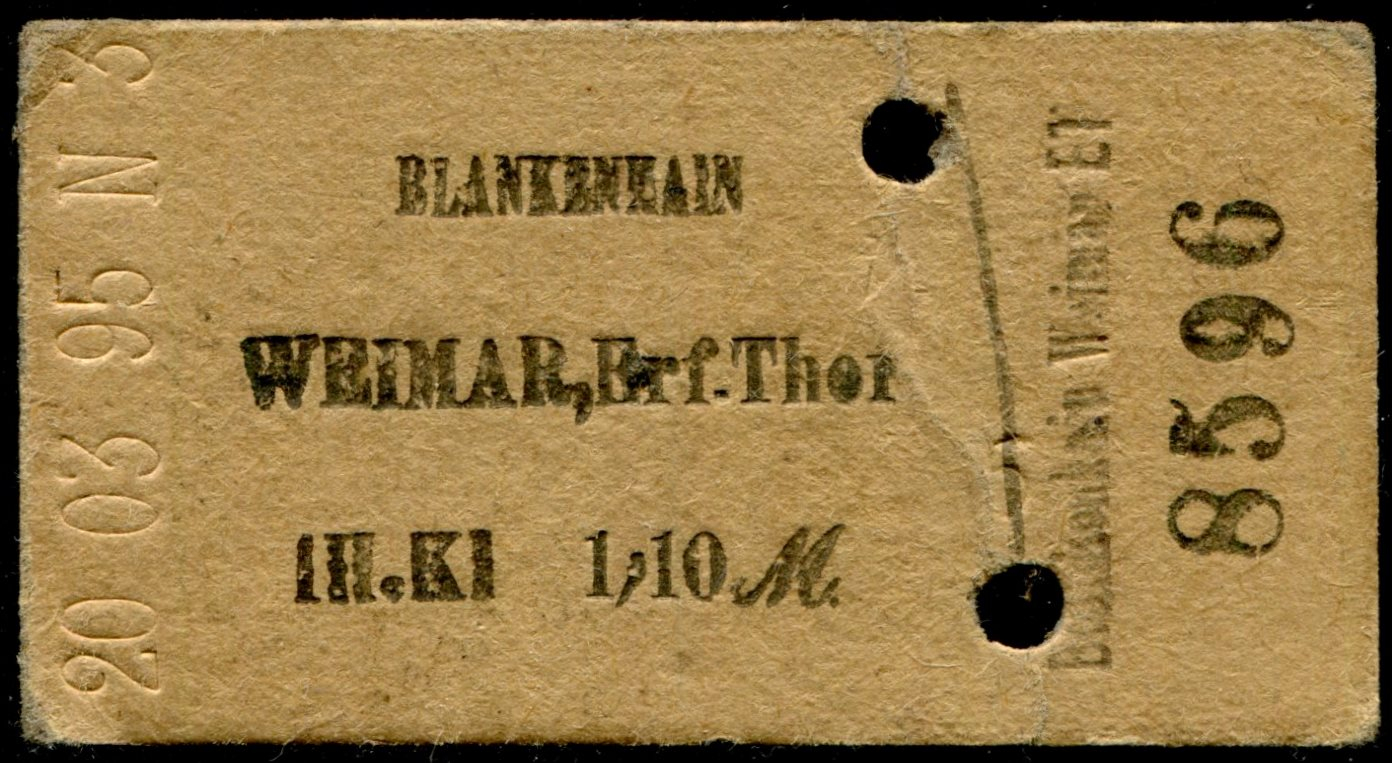
Fahrschein Blankenhain nach Weimar-Erfurter Thor (1895)

Die Genehmigung des Bau- und Betriebsvertrages erfolgte durch den Landtag am 2. Februar 1886. Aufgrund von Meinungsverschiedenheiten bezüglich der Finanzierung von 1 620 000 Mark konnte erst jetzt der Bau beginnen. Die Großherzogliche Regierung forderte im Sommer 1886, die Bahnstrecke für einen zusätzlichen Kostenaufwand von 70000 Mark bis Kranichfeld zu verlängern. Die Weimarische Staatsregierung erteilte dem Mitteldeutschen Eisenbahnkonsortium die Konzession zum Betrieb der Strecke. Die Höchstgeschwindigkeit betrug zunächst 30 km/h. Als später durchgehende Druckluftbremsen für alle Zügen eingeführt wurden, erhöhte man die Geschwindigkeit auf 40 km/h. Bei der Bahnstrecke handelt es sich nicht um eine Kleinbahn, sondern um eine normalspurige Nebenbahn.

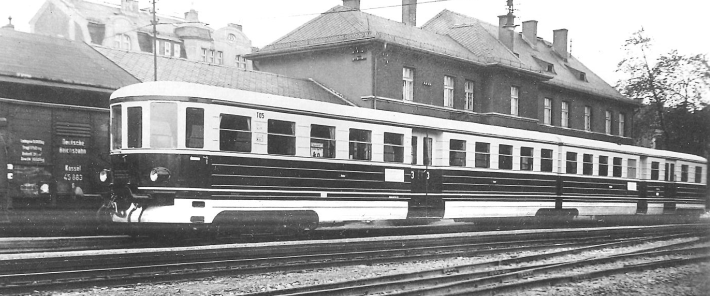
Berkaer Bahnhof in Weimar mit dem Fliegenden Berkaer (um 1935)

Der Personenverkehr begann am 15. Mai 1887 auf der normalspurigen Strecke Weimar Staatsbahnhof–Weimar Berkaer Bf–Bad Berka–Blankenhain mit Zweigbahn Bad Berka–Tannroda; der Güterverkehr folgte am 13. Juni 1887. Außerdem führte anfangs in Weimar eine 700 m lange Stichbahn vom Berkaer Bahnhof zum Erfurter Tor, die jedoch schon im Jahre 1908 auf Drängen der Anlieger wieder stillgelegt und abgebaut worden ist. Vollendet war die WBBE, als am 14. Oktober 1888 das Reststück Tannroda–Kranichfeld und damit insgesamt 32 km Strecke befahren werden konnten.
Nach dem Zweiten Weltkrieg gehörte sie dem landeseigenen Betrieb Thüringer Eisenbahnen, von wo sie ab 1. April 1949 zur Deutschen Reichsbahn kam. Auf dem Abschnitt nach Blankenhain, der in Bad Berka eine Fahrtrichtungswechsel der Züge erforderte, endete der Personenverkehr am 22. Mai 1966, der Güterverkehr am 24. September 1967. Auf der Strecke Weimar–Kranichfeld wurden noch bis zum 27. Mai 1995 Güter befördert, der Personenverkehr besteht bis heute.

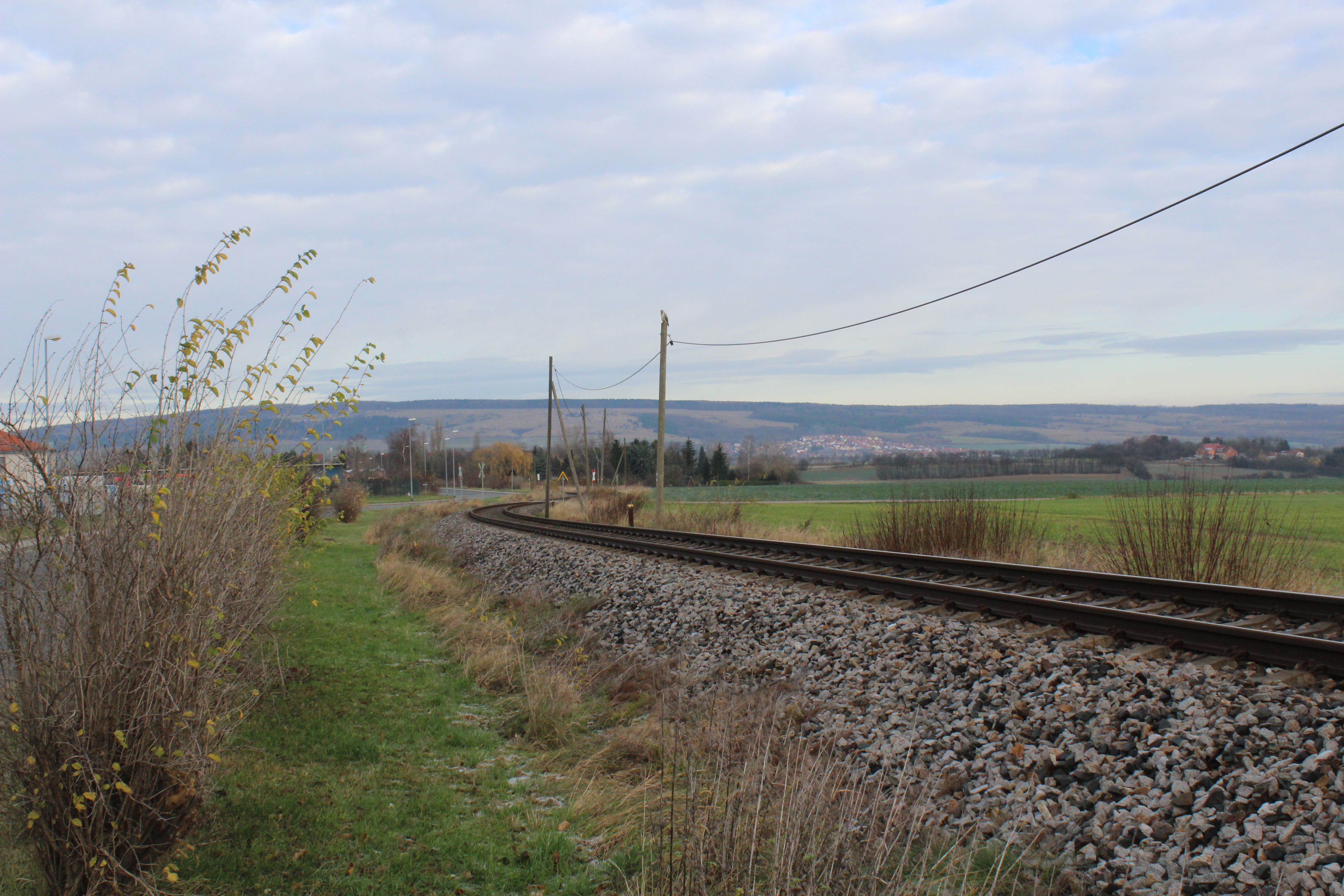
Strecke in der Nähe von Nohra (2017)

Um 2000 wurde die Strecke umgebaut und modernisiert, seitdem besteht zwischen Weimar Berkaer Bahnhof und Kranichfeld Zugleitbetrieb. Der Endbahnhof Kranichfeld wurde dabei unter Abbau aller Nebengleise zum Haltepunkt am Streckenende. Kreuzungsmöglichkeiten bestehen in den Bahnhöfen Holzdorf (b Weimar) und Bad Berka. Die Richtungsbahnsteige liegen in beiden Bahnhöfen hintereinander. Die verbleibenden je zwei Weichen sind Rückfallweichen, örtliches Personal ist bis auf den Zugleiter, der gleichzeitig Fahrdienstleiter im Bahnhof Weimar Berkaer Bahnhof ist, nicht mehr notwendig. Die DB AG vermarktete die Strecke seit 1994 unter dem Namen Ilmtalbahn und befuhr sie bis 2012 mit Triebwagen der Baureihe 641.
Im Rahmen der Neuausschreibung des Ostthüringer Dieselnetzes wird der Verkehr auf der Strecke der Berkaer Bahn seit Juni 2012 von der Erfurter Bahn durchgeführt. Seitdem werden Triebwagen des Typs Stadler Regio-Shuttle RS1 eingesetzt. Die Züge verkehren im Einstundentakt. Die Zugkreuzungen finden etwas nach der üblichen Symmetrieminute zur jeweils halben Stunde in Holzdorf statt. Auch im folgenden Verkehrsvertrag ab Dezember 2024 bis Dezember 2036 betreibt die Erfurter Bahn die Strecke.

## Gleisanschlüsse
Ab den Jahren 1887/88 entwickelte sich der Güterverkehr sehr stark. Durch den Berkaer Bahnhof in Weimar waren die Nutzlängen der Züge begrenzt. Eine zwischenzeitlich in Erwägung gezogene Verbindungskurve zur Umfahrung des Bahnhofs wurde nie realisiert. An fast allen Stationen der Strecke gab es etliche Laderampen. Später kamen mehrere Anschlussgleise hinzu.

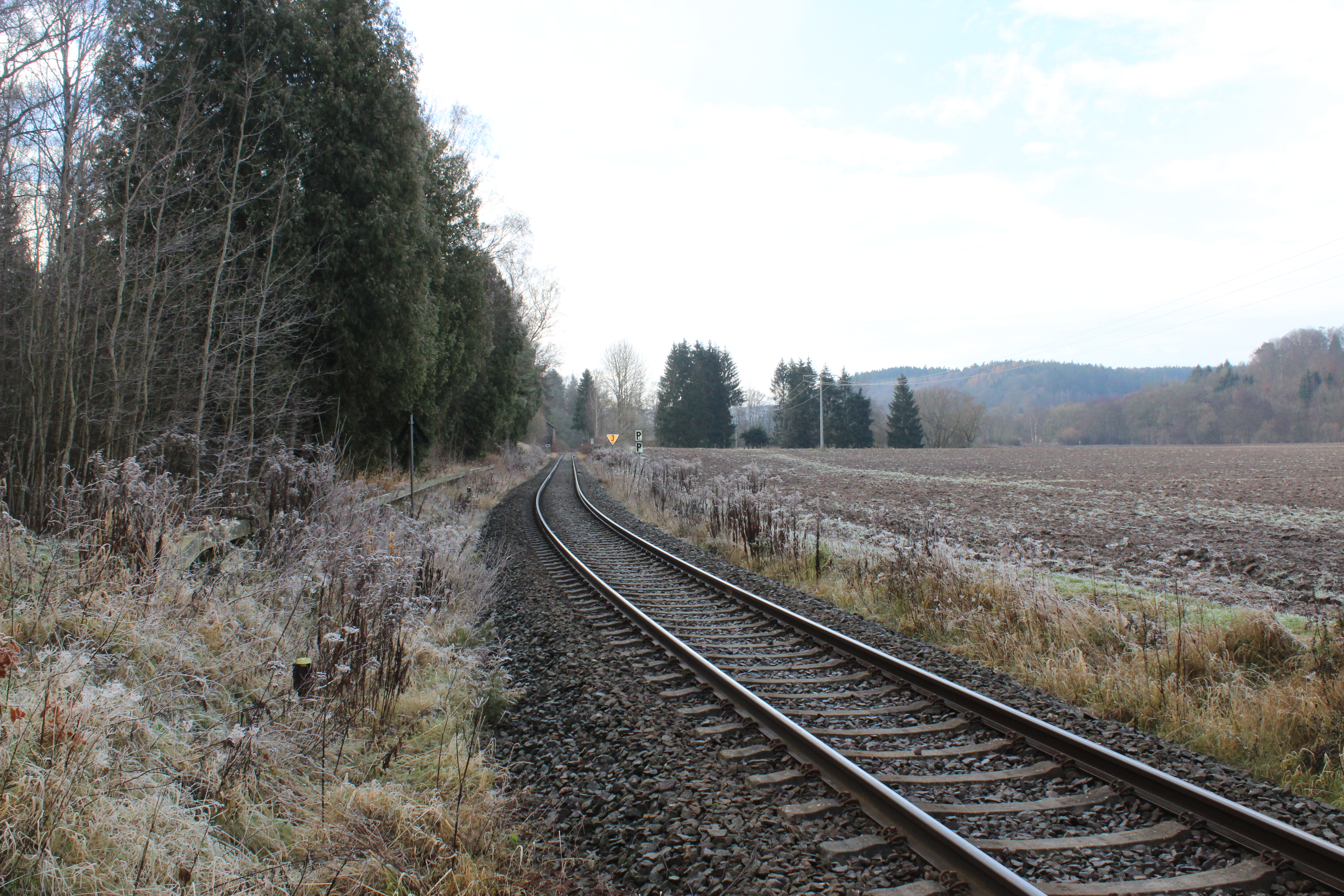
Strecke in der Nähe von München (2017)

km 1,1: Auf dem Gebiet der Stadt Weimar gab es am Streckenkilometer 1,1 einen Gleisanschluss zum Gaswerk. Zu DDR-Zeiten betrieb dies der VEB Kohlehandel Erfurt. Es kamen noch weitere Nebenanschließer hinzu. Nachfolger des Kohlehandels war der Nordthüringer Brennstoffhandel „Rheinbraun“, der noch bis Anfang April 2022 regelmäßig Güter verladen hat. Er war auch der letzte Anschließer der gesamten Strecke.
Die Anschlussweiche wurde Anfang Oktober 2023 ausgebaut.
km 2,1: Bis Februar 1992 bestand ein Anschluss am Kilometer 2,1. Zunächst wurde er durch die VVB Elektromaschinen-Ost, Reparaturwerk Weimar betrieben und später durch Minol genutzt.
km 6,1: 1917 wurde der Anschluss mit einer Länge von 2,1 Kilometern zum Fliegerhorst Nohra errichtet. In dieser Form existierte er aber nur bis 1929. Für die sowjetischen Streitkräfte entstand nach dem Zweiten Weltkrieg ein ähnlicher Anschluss in veränderter Lage neu. Nach der Wende mit dem Abzug der Truppen fand sich dafür keine Nutzung mehr. 1992 wurde noch 410 Wagen zugeführt. Ein Jahr später fand hingegen schon fast gar kein Verkehr mehr statt. Der Wagenladungstarifpunkt Nohra wurde Ende 1994 aufgegeben. Die Stilllegung des gesamten Anschlussgleises folgte im Frühjahr 1995.
km 9,4: Als in den 1930er Jahren der Bau der Reichsautobahn begann, entstand dafür bei Holzdorf ein Gleisanschluss. Die Gleise, die sich zwischen dem Bahnhof Holzdorf und der Autobahnbaustelle befanden, wurden später zur Zugbildung schwerer Züge zum Tanklager München genutzt. Bis zu den Umbaumaßnahmen in Holzdorf waren noch Reste des Gleises vorhanden. Anfang 1994 wurde der Wagenladungstarifpunkt Holzdorf offiziell aufgelassen.
km 15,3: Der Anschluss zum Zementwerk Bad Berka war einer der ersten der gesamten Strecke. Dieser Werkbahn-Anschluss konnte nach einem verzögerten Genehmigungsverfahren erst im Jahr 1907 elektrifiziert und in Betrieb genommen werden. Dort fuhren bis zum Schluss elektrische Lokomotiven mit 220 Volt Gleichstrom. Eine dort eingesetzte Lokomotive wurde aus einer Drehstrom-Versuchslokomotive von Siemens & Halske aus dem Jahr 1898 umgebaut. Sie wurde bis 1972 im Zementwerk eingesetzt und 1979 im Reichsbahnausbesserungswerk Dessau im Zustand von 1900 museal aufgearbeitet. Sie gehört nun zum Bestand des Verkehrsmuseums Dresden. Die Anschlussgleise erweiterte man im Zuge des Umbaus zum Mineralwollewerk, da die Transporte immer mehr auf die Schiene geführt wurden. Nach der Wende bestand kein Interesse an einer Weiternutzung dieses Gleisanschlusses mehr. Zu DDR-Zeiten betrug das tägliche Verkehrsaufkommen mindestens 20 bis 25 Wagen. 1992 waren es im gesamten Jahr noch 19 und 1993 nur noch zwei Wagen. Im März 1994 kündigte man diesen Anschluss und ließ ihn Ende 1994 auf.
km 16,7: Am Streckenkilometer 16,7 lag der Holzplatz der Gebrüder Linke. Der Staatliche Forstwirtschaftsbetrieb Bad Berka beschloss im Jahre 1956, diesen Platz zu erwerben und dort einen Gleisanschluss einzurichten. Mitte 1992 wurde er stillgelegt.
km 18,8: 1951 entstand am Streckenkilometer 18,77 ein ungefähr 700 Meter langer Gleisanschluss, der zur Versorgung der Baustelle der Tbc-Heilstätte diente. Kohletransporte zur Heilstätte sollten ab 1953 über dieses Gleis geführt werden. In einem etwas umgebauten Anschluss wurde dies ein Jahr später realisiert. Im Jahre 1960 wurde es schon nicht mehr genutzt, weil der Kohleumschlag zur Ladestraße des Bahnhofs Bad Berka verlegt wurde.
km 19,1: Das Martinswerk verfügte schon seit der Inbetriebnahme des Abschnitts nach Tannroda über einen eigenen Gleisanschluss. Zwischen 1925 und 1931 verlor es das Gleis, da die Strecke von der Straße auf einen eigenen Bahnkörper verlegt wurde. Danach entstand ein neues Ladegleis zwischen den Kilometern 19,1 und 19,2. Seine Nutzlänge betrug 75 Meter. In den 1960er Jahren nutzten wöchentlich nur drei bis vier Wagen dieses Gleis. Dies führte dazu, dass die Deutsche Reichsbahn es abbauen ließ, da es nicht mehr wirtschaftlich betrieben werden konnte.
km 20,1: Am Kilometer 20,1 befand sich ein Gleisanschluss zum Tanklager München, der im Zuge der Kriegsvorbereitungen erbaut wurde. Von Weimar aus verkehrten Ganzzüge mit Kesselwagen. Aufgrund der Neigungsverhältnisse und Länge der Bahnhöfe war deren Länge auf 200 Meter begrenzt. In den Jahren 1940/41 zählte man 145 Züge pro Tag. Diesellokomotiven des Baureihen V36 und Kö erledigten die Rangierarbeiten im Anschluss Tanklager. Am 31. März 1945 verfehlten Bomber das Tanklager. Danach wurde es geräumt. Nach einem erneuten Angriff am 9. April wurde es nahezu komplett zerstört. Man baute es nach 1949 in vereinfachter Form wieder auf. Das Gelände wurde als Privatanschluss durch den „Beauftragten für die zentrale Beschaffung und Kontrolle von Sprengstoffen Land Thüringen“ genutzt. Die Gleislänge betrug nur noch 12 Meter. Die Anhaltischen Chemischen Fabriken GmbH nutzten bis März 1994 diesen Anschluss. Danach wurde die Anschlussweiche entfernt.
km 21,9: Der Gleisanschluss zur Papierfabrik Tannroda führte auf einer Brücke über die Ilm und hatte auf der anderen Seite eine Drehscheibe. Bei der Erweiterung der Papierfabrik wurden die Anlagen mehrfach umgebaut. Mit der Errichtung eines Heizwerkes in den 1980er Jahren kam es zu weiteren Anlagenerweiterungen. Der Umschlagplatz für den VEB Kohlehandel wurde 1986 von Bad Berka nach Tannroda verlegt. 1992 verkehrten dort jährlich 1130 Wagen. Im Jahr 1993 waren es noch 430 Wagen und Anfang 1994 wurde der Gleisanschluss stillgelegt.

## Unfälle
Am 28. September 2003 stießen in der Nähe des Bahnhofs Holzdorf zwei Triebwagen zusammen. Die Geschwindigkeit der beiden Triebwagen konnte durch Schnellbremsungen von rund 50 auf etwa 40 km/h reduziert werden. Eine Reisende wurde getötet, 27 weitere Menschen verletzt. Am 28. Februar 2004 stießen 100 Meter davon entfernt erneut zwei Triebwagen zusammen.
Nach den beiden Unfällen wurde das Konzept des technisch unterstützten Zugleitbetriebs entwickelt und unter anderem auf dieser Strecke implementiert. Somit ist die Strecke heute mit Punktförmiger Zugbeeinflussung (PZB) gesichert.